# Valcabado
Valcabado est une municipalité espagnole de la communauté autonome de Castille-et-León et de la province de Zamora. Au 1er janvier 2022 elle compte 391 habitants.

## Géographie et climat
Valcabado est situé sur le plateau castillan à environ 680 m d'altitude. La commune abrite le triangle autoroutier  Autovía A-11 avec l'Autovía A-66. Le centre-ville de la capitale provinciale Zamora est à 6 km au sud. Le climat en hiver est assez froid et en été chaud à très chaud ; les précipitations, plutôt rares, sont réparties tout au long de l'année.

## Démographie
| Année     | 1970 | 1981 | 1991 | 2001 | 2011 | 2021 | 2022 |
| Habitants | 397  | 352  | 333  | 352  | 318  | 397  | 391  |

## Images

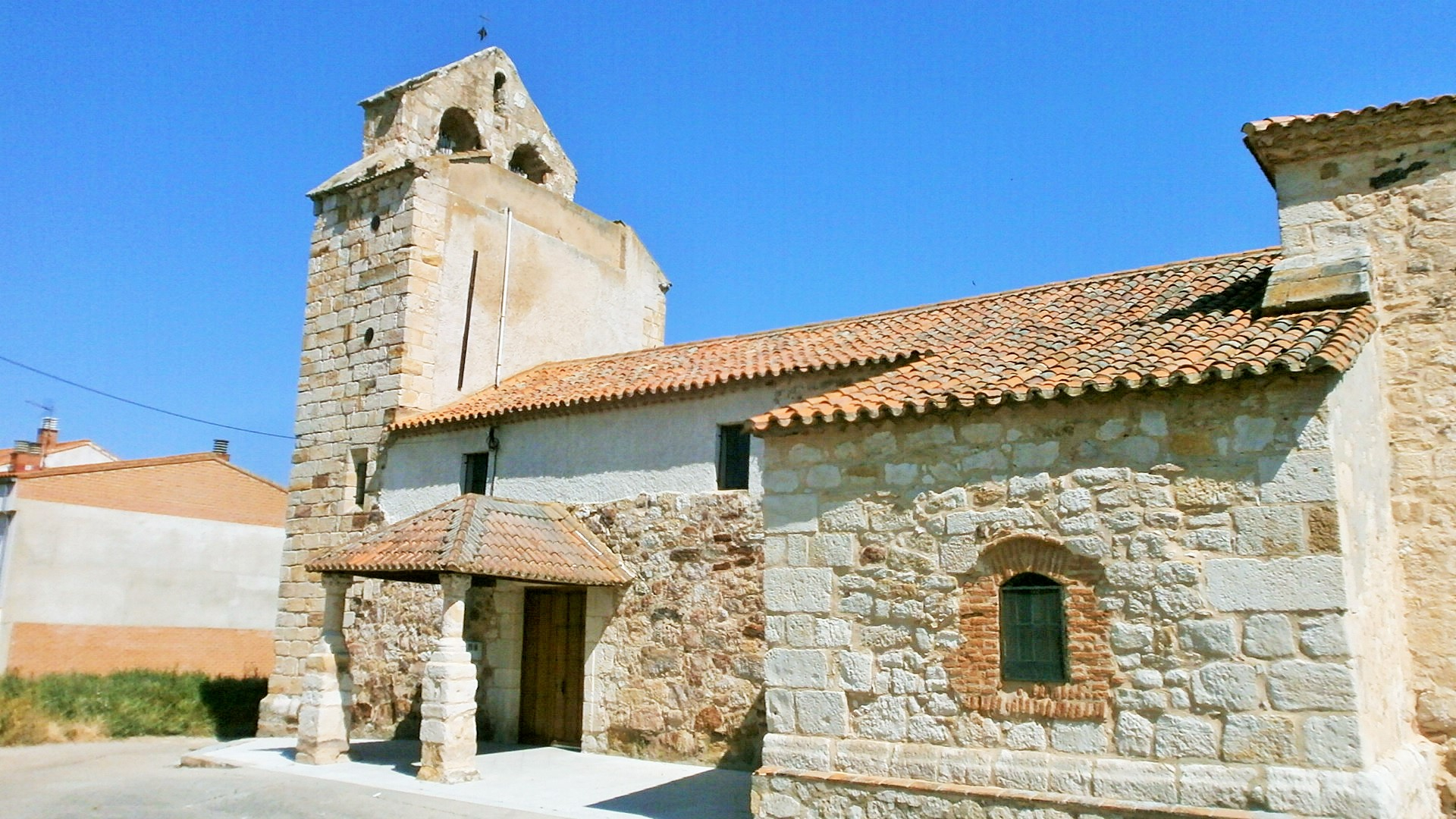
Église de l'Assomption de Marie
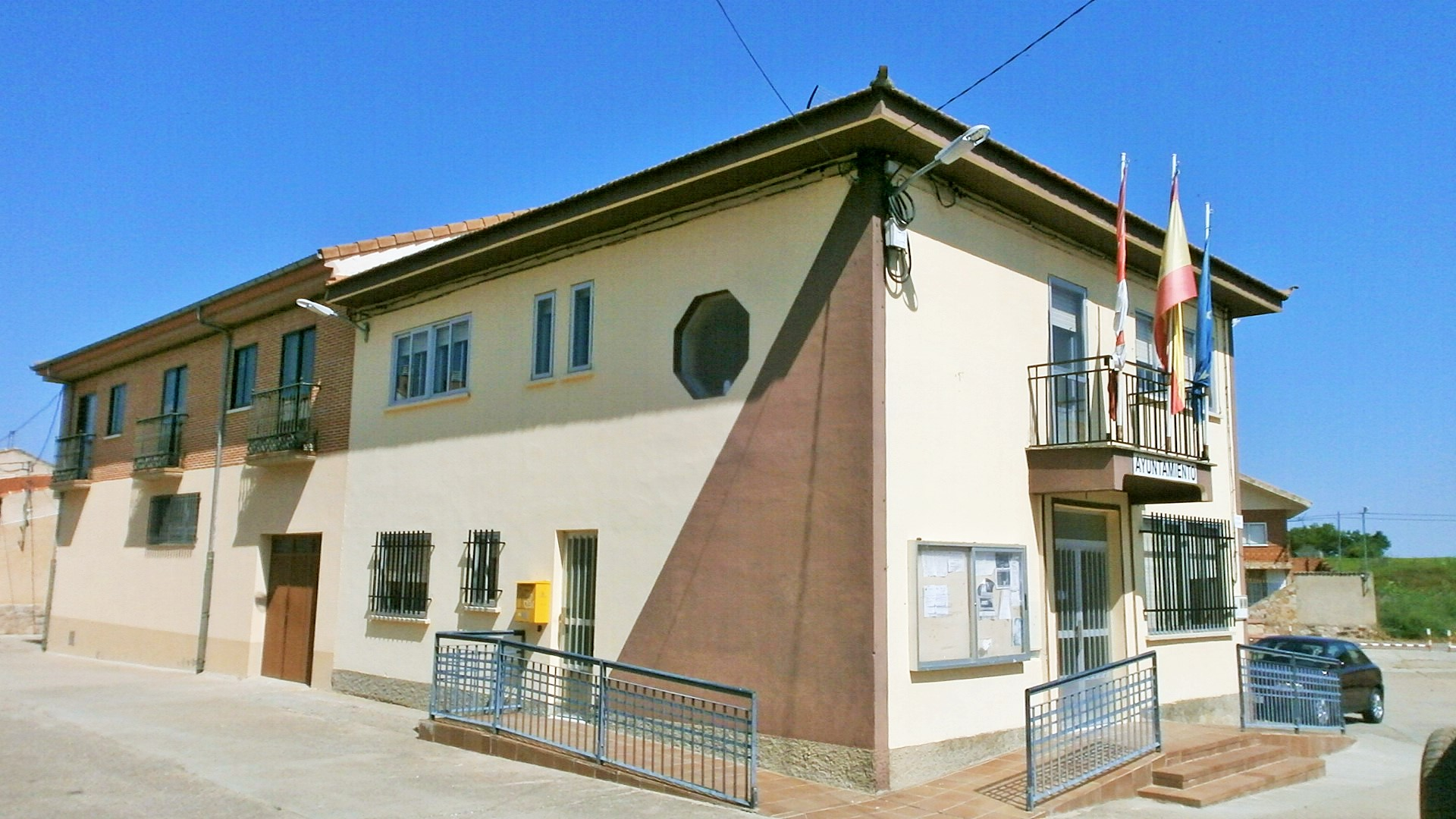
Mairie